# Championnats d'Europe d'aviron 1970
Navigation
Édition précédente Édition suivante
Les championnats d'Europe d'aviron 1970, soixante-deuxième édition des championnats d'Europe d'aviron, ont lieu en 1970 à Tata, en Hongrie.